# 958

## Родени
- Василий II, византийски император